# Echeveria
Echeveria là một chi thực vật có hoa trong họ Crassulaceae, bản địa khu vực bán hoang mạc Trung Mỹ, từ Mexico tới tây bắc Nam Mỹ. Chi này được đặt tên theo họa sĩ chuyên vẽ thực vật người Mexico thế kỷ 18 là Atanasio Echeverría y Godoy.

## Miêu tả
Các loài trong chi này có thể là cây thường xanh hoặc sớm rụng lá. Các hoa trên các cuống ngắn (xim hoa) mọc ra từ các nơ lá kết chặt, thường là dầy lá, mọng nước và thường là tươi màu. Các loài thường ra hoa và tạo quả nhiều lần trong vòng đời của chúng. Chúng thường sinh ra nhiều cây con bằng sinh sản vô tính, vì thế trong tiếng Anh người ta thường gọi chúng là "hen and chicks" (gà mẹ và gà con), một tên gọi chia sẻ chung với một vài chi khác, như Sempervivum, nói chung có sự khác biệt đáng kể về ngoại hình với Echeveria.

## Các loài
Chi này chứa khoảng 170 loài. Một số loài được trồng làm cây cảnh. Du nhập vào Việt Nam và được gọi là sen đá.
- Echeveria acutifolia Lindl.
- Echeveria affinis E.Walther
- Echeveria agavoides Lem.
  - Echeveria agavoides var. corderoyi (Baker) Poelln.
- Echeveria alata Alexander
- Echeveria alpina E.Walther
- Echeveria amoena De Smet ex E.Morren
- Echeveria amphoralis E.Walther
- Echeveria andicola Pino
- Echeveria angustifolia E.Walther
- Echeveria atropurpurea (Baker) E.Morren
- Echeveria australis Rose
- Echeveria bakeri Kimnach
- Echeveria ballsii E.Walther
- Echeveria bella Alexander
  - Echeveria bella f. major (E.Walther) Kimnach
- Echeveria bicolor (Kunth) E.Walther
- Echeveria bifida Schltdl.
- Echeveria bifurcata Rose
- Echeveria calderoniae Pérez-Calix
- Echeveria calycosa Moran
- Echeveria canaliculata Hook.f.
- Echeveria cante Glass & Mend.-Garc.
- Echeveria carminea Alexander
- Echeveria carnicolor (Baker) E.Morren
- Echeveria chapalensis Moran & C.H.Uhl
- Echeveria chazaroi Kimnach
- Echeveria chiapensis Rose ex Poelln.
- Echeveria chiclensis (Ball) A.Berger
  - Echeveria chiclensis f. backebergii (Poelln.) Kimnach
- Echeveria chihuahuaensis Poelln.
- Echeveria chilonensis (Kuntze) E.Walther
- Echeveria coccinea (Cav.) DC.
- Echeveria colorata E.Walther
  - Echeveria colorata f. brandtii (Kimnach) Kimnach
- Echeveria cornuta E.Walther
- Echeveria craigiana E.Walther
- Echeveria crassicaulis E.Walther
- Echeveria crenulata Rose
- Echeveria cuicatecana J.Reyes, Joel Pérez & Brachet
- Echeveria cuspidata Rose
- Echeveria dactylifera E.Walther
- Echeveria decumbens Kimnach
- Echeveria derenbergii J.A.Purpus
- Echeveria difractens Kimnach & A.B.Lau
- Echeveria elatior E.Walther
- Echeveria elegans Rose
  - Echeveria elegans var. simulans (Rose) Poelln.
- Echeveria erubescens E.Walther
- Echeveria eurychlamys (Diels) A.Berger
- Echeveria excelsa (Diels) A.Berger
- Echeveria expatriata Rose
- Echeveria fimbriata C.H.Thomps.
- Echeveria fulgens Lem.
  - Echeveria fulgens var. obtusifolia (Rose) Kimnach
- Echeveria gibbiflora DC.
- Echeveria gigantea Rose & Purpus
- Echeveria gilva E. Walther
- Echeveria globuliflora E.Walther
- Echeveria globulosa Moran
- Echeveria goldmanii Rose
- Echeveria gracilis Rose ex E.Walther
- Echeveria grandiflora Haw.
- Echeveria grandifolia Haw.
- Echeveria grisea E.Walther
- Echeveria guatemalensis Rose
- Echeveria halbingeri E.Walther
  - Echeveria halbingeri var. goldiana (E.Walther) Kimnach
  - Echeveria halbingeri var. sanchez-mejoradae (E.Walther) Kimnach
- Echeveria harmsii J.F.Macbr.
- Echeveria helmutiana Kimnach
- Echeveria heterosepala Rose
- Echeveria humilis Rose
- Echeveria hyalina E.Walther
- Echeveria juarezensis E.Walther
- Echeveria kimnachii J.Meyrán & Vega
- Echeveria krahnii Kimnach
- Echeveria laui Moran & J.Meyrán
- Echeveria leucotricha J.A.Purpus
- Echeveria lilacina Kimnach & Moran
- Echeveria longiflora E.Walther
- Echeveria longipes E.Walther
- Echeveria longissima E.Walther
- Echeveria lozanoi Rose
- Echeveria lurida Haw.
- Echeveria lutea Rose
- Echeveria lyonsii Kimnach
- Echeveria macdougallii E.Walther
- Echeveria macrantha Standl. & Steyerm.
- Echeveria maxonii Rose
- Echeveria megacalyx E.Walther
- Echeveria meyraniana E.Walther
- Echeveria microcalyx Britton & Rose
- Echeveria minima J.Meyrán
- Echeveria montana Rose
- Echeveria moranii E.Walther
- Echeveria mucronata Schltdl.
- Echeveria multicaulis Rose
- Echeveria multicolor C.H.Uhl
- Echeveria nayaritensis Kimnach
- Echeveria nebularum Moran & Kimnach
- Echeveria nodulosa (Baker) Otto
- Echeveria nuda Lindl.
- Echeveria olivacea Moran
- Echeveria omiltemiana Matuda
- Echeveria oreophila Kimnach
- Echeveria pallida E.Walther
- Echeveria palmeri Rose
- Echeveria paniculata A.Gray
  - Echeveria paniculata var. maculata (Rose) Kimnach
- Echeveria papillosa Kimnach & C.H.Uhl
- Echeveria patriotica I.García & Pérez-Calix
- Echeveria peacockii Croucher
- Echeveria penduliflora E.Walther
- Echeveria pendulosa Kimnach & C.H.Uhl
- Echeveria peruviana Meyen
- Echeveria pilosa J.A.Purpus
- Echeveria pinetorum Rose
- Echeveria pittieri Rose
- Echeveria platyphylla Rose
- Echeveria pringlei (S.Watson) Rose
- Echeveria procera Moran
- Echeveria prolifica Moran & J.Meyran
- Echeveria proxima E.Walther
- Echeveria prunina Kimnach & Moran
- Echeveria pubescens Schltdl.
- Echeveria puchella Berger
- Echeveria pulidonis E.Walther
- Echeveria pulvinata Rose
- Echeveria pumila Schltdl.
- Echeveria purpusorum (Rose) A.Berger
- Echeveria quitensis (Kunth) Lindl.
- Echeveria racemosa Schltdl. & Cham.
- Echeveria rauschii Keppel
- Echeveria reglensis E.Walther
- Echeveria rodolfoi Mart.-Aval. & Mora-Olivo
- Echeveria rosea Lindl.
- Echeveria rubromarginata Rose
- Echeveria runyonii Rose
- Echeveria × sayulensis E.Walther
- Echeveria schaffneri (S.Watson) Rose
- Echeveria scheerii Lindl.
- Echeveria secunda Booth ex Lindl.
- Echeveria sedoides E.Walther
- Echeveria semivestita Moran
- Echeveria sessiliflora Rose
- Echeveria setosa Rose & Purpus
  - Echeveria setosa var. ciliata (Moran) Moran
- Echeveria shaviana E.Walther
- Echeveria skinneri E.Walther
- Echeveria spectabilis Alexander
- Echeveria steyermarkii Standl.
- Echeveria stolonifera (Baker) Otto
- Echeveria strictiflora A.Gray
- Echeveria subalpina Rose & Purpus
- Echeveria subcorymbosa Kimnach & Moran
- Echeveria subrigida (B.L.Rob. & Seaton) Rose
- Echeveria tamaulipana Mart.-Aval., Mora-Olivo & M.Terry
- Echeveria tencho Moran & C.H.Uhl
- Echeveria tenuifolia E.Walther
- Echeveria tenuis Rose
- Echeveria teretifolia DC.
- Echeveria tobarensis (Rose) A.Berger
- Echeveria tolimanensis Matuda
- Echeveria tolucensis Rose
- Echeveria trianthina Rose
- Echeveria turgida Rose
- Echeveria uhlii J.Meyrán
- Echeveria unguiculata Kimnach
- Echeveria utcubambensis Hutchison ex Kimnach
- Echeveria valvata Moran
- Echeveria vanvlietii Keppel
- Echeveria violescens E.Walther
- Echeveria viridissima E.Walther
- Echeveria walpoleana Rose
- Echeveria waltheri Moran & J.Meyrán
- Echeveria westii E.Walther
- Echeveria whitei Rose
- Echeveria wurdackii Hutchison ex Kimnach
- Echeveria xichuensis L.G.López & J.Reyes

## Thư viện ảnh

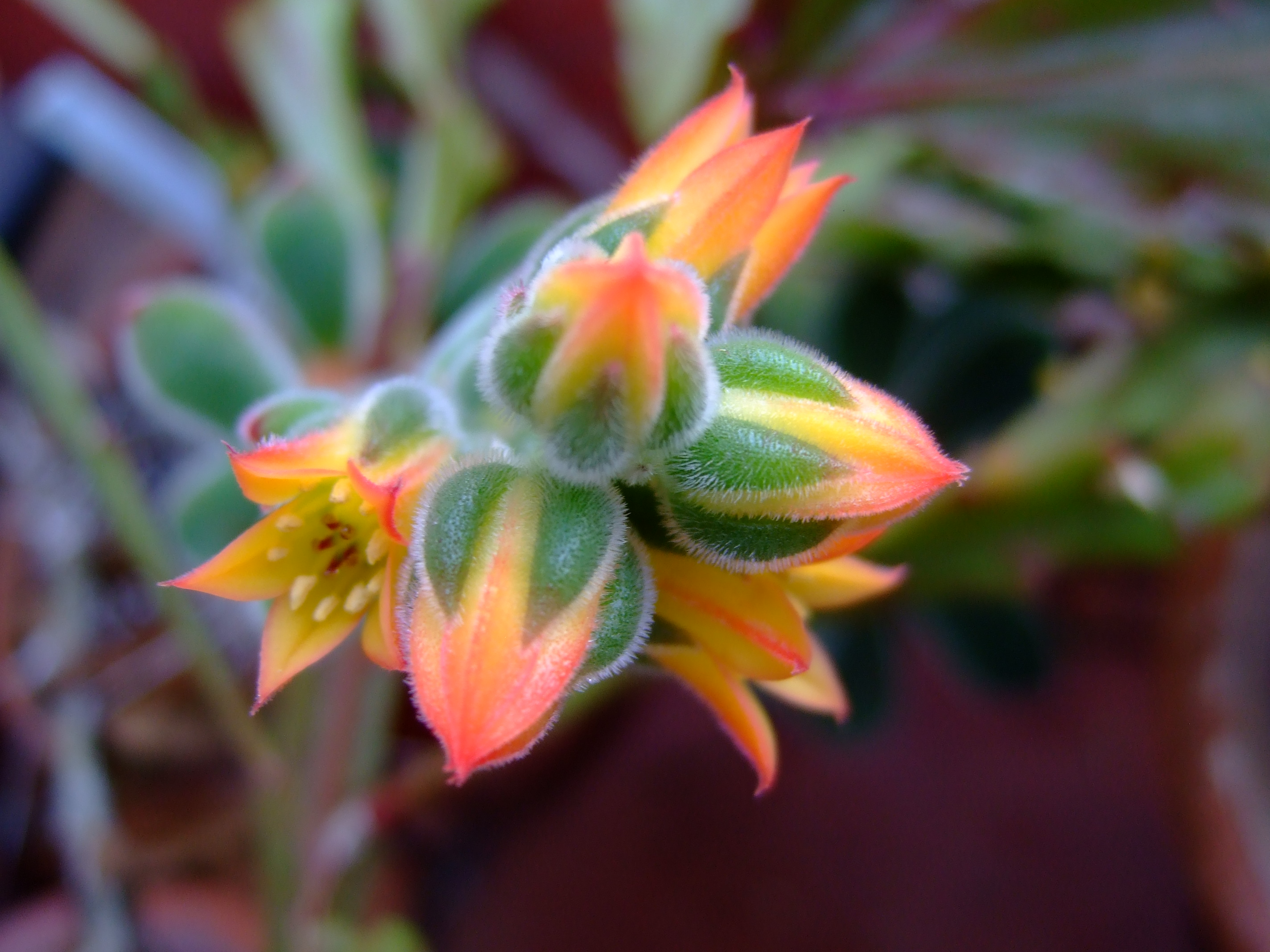
Hoa Echeveria pulvinata.
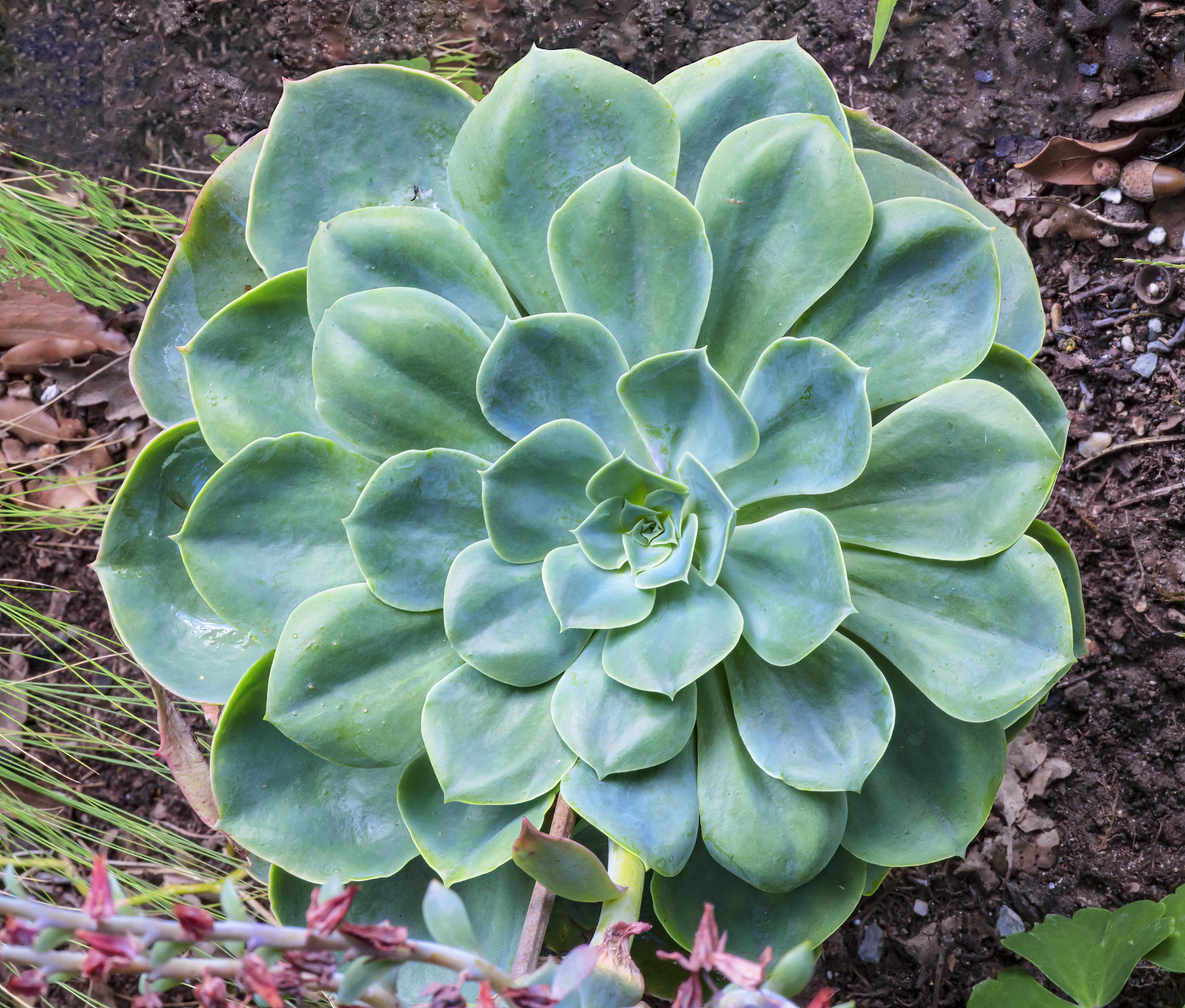
Echeveria secunda